# Ellen Boakye
Pour les articles homonymes, voir Boakye.
Ellen Boakye est une cardiologue ghanéenne pour les enfants. Elle est connue pour s'être distinguée dans son programme d'études et avoir remporté 18 prix,,,,,.

## Éducation
Boakye est née à Kokofu dans la région Ashanti du Ghana. Elle a fait ses études primaires et secondaires à l'école internationale Petra de Breman Read et à l'école secondaire Yaa Asantewaa de Kumasi respectivement. Elle a ensuite poursuivi ses études à la faculté de médecine de l'université du Ghana. En 2017, elle a remporté dix récompenses sur les 156 prix décernés,,,.
Elle exerce actuellement comme cardiologue pour enfants au Ghana,.

## Prix et distinctions
- 2017 : 
  - Notable awardee[10]
  - People's Choice Practitioners Awards[11],[12]